# Katastrofa rządowego Mi-8 pod Piasecznem
Katastrofa rządowego Mi-8 pod Piasecznem – katastrofa lotnicza, która miała miejsce 4 grudnia 2003 roku, kiedy to wojskowy śmigłowiec Mi-8 z 36 Specjalnego Pułku Lotnictwa Transportowego z ówczesnym premierem Leszkiem Millerem na pokładzie uległ awarii w Lesie Chojnowskim pod Piasecznem.
Premier doznał złamania dwóch kręgów piersiowych. Na pokładzie śmigłowca było 15 osób: czterech członków załogi i 11 pasażerów. Nikt nie zginął.

## Okoliczności wypadku
Śmigłowiec wystartował o godzinie 17 z Wrocławia, gdzie premier uczestniczył w obchodach Barbórki w Lubinie i otwarciu nowego odcinka autostrady A4. Miał wylądować w Warszawie około godziny 19. Do wypadku doszło około godziny 18:30.
Śmigłowiec leciał w niesprzyjających warunkach pogodowych, przez większość trasy maszyna leciała na wysokości około 2000 metrów przez nisko zalegające nad ziemią chmury. W pobliżu Piaseczna załoga śmigłowca wymieniła komunikaty z kontrolą ruchu lotniczego na lotnisku Okęcie. Na jej polecenie załoga śmigłowca zmieniła kurs i rozpoczęła przygotowywanie się do lądowania. Po chwili w śmigłowcu przestała działać prawa turbina, po kilku sekundach wyłączyła się również lewa. W momencie, gdy maszyna wypadła z nisko wiszących chmur, pilot rozpoczął lądowanie autorotacyjne. Około 30 sekund po zatrzymaniu się drugiej turbiny wirniki helikoptera zawadziły o drzewa.
Maszyna miała połamany wirnik nośny i śmigło ogonowe, zniesione podwozie i uszkodzony kadłub. W pobliżu miejsca wypadku, na skraju lasu obracający się wirnik nośny swymi łopatami ściął konary drzew.
W maju 2002 roku Mi-8, którym leciał premier, przeszedł remont generalny. Śmigłowiec pochodził z 1977 roku. Pilot śmigłowca major Marek Miłosz nie zgłaszał problemów technicznych. Miał prawo latać jeszcze przez dwa lata – do 2005.

## Poszkodowani w wypadku
Centrum Informacyjne Rządu poinformowało, że w wypadku zostali ranni: premier Leszek Miller, sekretarz stanu Aleksandra Jakubowska, dwaj pracownicy Centrum Informacyjnego Rządu, lekarz, pięciu oficerów Biura Ochrony Rządu, trzech pilotów i stewardesa. Wszyscy zostali przewiezieni do szpitali w Warszawie.
Najciężej poszkodowanymi byli pracownica Centrum Informacyjnego Rządu i oficer Biura Ochrony Rządu. Oboje doznali urazów kręgosłupa. Ze względu na odniesione rany byli operowani. Aleksandra Jakubowska miała powierzchowną ranę głowy i uszkodzone dwa kręgi; Leszek Miller – złamane dwa kręgi piersiowe. Świadkowie upadku śmigłowca zeznawali, że premier został wyniesiony ze śmigłowca; był przytomny, ale bardzo blady.

## Rządowe śmigłowce Mi-8
Śmigłowce Mi-8 używane przez rząd miały w 2003 roku ponad 25 lat. Fabrycznie zalecany maksymalny żywot takiego śmigłowca to 28 lat. Eksploatowane rządowe maszyny były już blisko na granicy technicznej żywotności, co mogło przeważyć podczas awarii. Od chwili wejścia ich do służby w 1968 roku stracono mniej niż 10 maszyn w wypadkach.
Polski rząd dysponował wówczas sześcioma śmigłowcami Mi-8. Wersja, którą leciał premier, nie była wersją VIP-owską..
Przebieg wypadku badała Komisja Badania Wypadków Lotniczych. W styczniu 2004 roku orzekła ona, że załoga śmigłowca popełniła niezawiniony błąd, gdy wchodząc w chmury, nie włączyła ręcznego trybu ogrzewania silników. Nie miała ona jednak danych meteorologicznych, które wskazywałyby na możliwość oblodzenia. Także major Miłosz przyznał, że nie włączając ogrzewania wlotów silników, popełnił błąd.

## Zarzuty prokuratorskie i proces
W marcu 2004 roku prokuratur postawił majorowi Markowi Miłoszowi zarzuty umyślnego sprowadzenia niebezpieczeństwa katastrofy powietrznej przez niedochowanie zasad bezpieczeństwa w locie i nieumyślnego sprowadzenia katastrofy powietrznej. Pilot miał nie włączyć ręcznego trybu instalacji przeciwoblodzeniowej.
W kwietniu 2004 roku śledztwo zostało zawieszone, gdyż biegły lekarz sądowy, powołany do stwierdzenia stopnia uszczerbku na zdrowiu osób poszkodowanych, uzależnił swą opinię od zakończenia ich rehabilitacji. Od tego, czy uszczerbek był lekki czy ciężki, zależy ostateczna kwalifikacja prawna czynu zarzucanego pilotowi.
W marcu 2007 roku rozpoczął się proces ppłk. Marka Miłosza. Za umyślne sprowadzenie niebezpieczeństwa powstania katastrofy groziło mu osiem lat więzienia. Miłosz nie przyznał się do winy i złożył obszerne wyjaśnienia. W marcu 2010 roku, po trwających ponad sześć lat postępowaniu i procesie, Wojskowy Sąd Okręgowy w Warszawie uniewinnił Miłosza ze stawianych mu zarzutów. Sprawę formalnie zamknięto w 2011 roku. W 2013 roku Miłosz odszedł z wojska.

## Skutki wypadku
Po zdarzeniu ożyły rozmowy na temat potrzeby wymiany przestarzałej floty VIP-owskich maszyn Tu-154 i Jak-40.